# Hurt (Virginia)
Hurt è un comune degli Stati Uniti d'America, situato nello Stato della Virginia, nella Contea di Pittsylvania.